# Lijst van drukkerijen en uitgeverijen van verzetsbladen gedurende de Tweede Wereldoorlog
Dit is een overzicht van drukkerijen en uitgeverijen van verzetsbladen gedurende de Tweede Wereldoorlog.
Deze lijst is gebaseerd op de artikelen in De ondergrondse pers 1940-1945 van Lydia Winkel.
| Drukkerij/uitgeverij                        | Plaats drukker/uitgever | Gedrukte/uitgegeven krantentitel                                                                    | Nr. in De Winkel | Opmerkingen |
| ------------------------------------------- | ----------------------- | --------------------------------------------------------------------------------------------------- | ---------------- | ----------- |
| Fa. W. Gaade                                |                         | Het dagblad; "vincit amor patriae"                                                                  | 125              |             |
| Drukkerij S. Lankhout                       |                         | Het dagblad; "vincit amor patriae"                                                                  | 125              |             |
| Zetterij G.W. Ploeger en Zonen              |                         | Friesche courant                                                                                    | 181              |             |
| Drukkerij P. Terveer                        |                         | Friesche courant                                                                                    | 181              |             |
| Fa. K.E.C. Want & Zn                        |                         | Geallieerde Persdienst                                                                              | 194              |             |
| Drukkerij J.C. Kat                          |                         | Haarlemsche courant; dit nummer verschijnt buiten verantwoordelijkheid van Mees, Peereboom en Derks | 220              |             |
| Fa. W. Gaade                                |                         | Houdt stand; dagblad voor Zuid-Holland                                                              | 242              |             |
| Drukkerij S. Lankhout                       |                         | Houdt stand; dagblad voor Zuid-Holland                                                              | 242              |             |
| Wasserij Hofkamp                            |                         | 't Kristalletje; dagbladje; redactie H & H ; het laatste nieuws het eerst                           | 318              |             |
| Fa. E. IJdo                                 |                         | Kroniek van de week; vriheyt en is om gheen gelt te coop                                            | 326              |             |
| Fa. J. Steegstra                            |                         | De moderne staat; orgaan voor de wederopbouw in groot verband van volk en staat                     | 429              |             |
| Fa. Ph. Zalsman                             |                         | Strijdend Nederland; het contact met de vrije wereld                                                | 789              |             |
| Drukkerij D. Siertsema                      | Oldehove                | De vonk                                                                                             | 938A             |             |
| Fa. de Volharding                           | Groningen               | De vonk                                                                                             | 938A             |             |
| Fa. K. Budde                                | Amsterdam               | De vonk; 'uit de vonk zal de vlam oplaaien' (Poesjkin)                                              | 937              |             |
| Fa. S.J.P. Bakker                           |                         | Trouw                                                                                               | 857              |             |
| Loodzetterij en lettergieterij 'Liberty' NV |                         | Trouw                                                                                               | 857              |             |
| Fa. W. Eikelenboom                          |                         | De vrije katheder; bulletin ter verdediging van de Universiteiten                                   | 1013             |             |
| Drukkerij B. Nooy                           |                         | De vrije katheder; bulletin ter verdediging van de Universiteiten                                   | 1013             |             |
| Fa. H.A. van Bottenburg                     |                         | Vrij Nederland; Nederland-Oranje                                                                    | 965              |             |
| Fa. A.H. de Wild                            |                         | Vrij Nederland; Nederland-Oranje                                                                    | 965              |             |
| Uitgeverij A.J. Osinga                      |                         | Frysk en frij                                                                                       | 188              |             |
| Fa. P.Th. Ypma                              |                         | De vrije pers                                                                                       | 1024             |             |
| Fa. A. Bos                                  |                         | Telex                                                                                               | 800              |             |
| Drukkerij S.S. Korthuis                     |                         | Telex                                                                                               | 800              |             |
| Fa. H. Buijze                               |                         | Hilversum III                                                                                       | 234              |             |
| Drukkerij J.C. Kat                          |                         | Trouw                                                                                               | 847              |             |
| Fa. C. Callenbach                           |                         | De Oranjekrant; vivere militare est                                                                 | 624              |             |
| Drukkerij B. Nooy                           |                         | De strijd in ons vaderland                                                                          | 786              |             |
| Fa. A.S. Bergsma                            |                         | Trouw                                                                                               | 855              |             |
| Drukkerij P. Terveer                        |                         | Trouw                                                                                               | 855              |             |
| Drukkerij Jacq. de Smit                     |                         | Trouw                                                                                               | 868              |             |
| Fa. R. den Boer                             |                         | Trouw                                                                                               | 869              |             |
| Fa. Denca                                   |                         | Trouw                                                                                               | 869              |             |
| Fa. D. Derksen                              |                         | Trouw                                                                                               | 869              |             |
| Fa. B. van Kralingen                        |                         | Trouw                                                                                               | 869              |             |
| Fa. W. Somer & Zn                           |                         | Trouw                                                                                               | 869              |             |
| Drukkerij A.T. Verschoor en Zn.             |                         | Trouw                                                                                               | 869              |             |
| Drukker J.W.D. Schmitz jr.                  |                         | Vrij Nederland; nieuwsbulletin voor Kennemerland                                                    | 969              |             |
| Fa. J. Steegstra                            | Bergum                  | Vrij Nederland                                                                                      | 970              |             |
| Gebroeders B. en S. Hofstee                 | Oudehaske               | Vrij Nederland                                                                                      | 970              |             |
| Joh. Hoekstra                               | Koudum                  | Vrij Nederland                                                                                      | 970              |             |
| Drukkerij B.A. Verzijl                      |                         | Vrij Nederland                                                                                      | 972              |             |
| Kantoorboekhandel P. Donders                |                         | 'De onderduiker'                                                                                    | 561              |             |
| Drukkerij Fa. Waltman                       |                         | Paraat; weekblad voor de vakbeweging voor Delft en omstreken                                        | 641              |             |
| Fa. H.L. Smit & Zn                          |                         | Radio Oranje; orgaan voor strijdend Nederland: dagelijksche editie                                  | 701              |             |
| Fa. H.L. Smit & Zn                          |                         | Strijdend Nederland                                                                                 | 788              |             |